# بريان ميلر (لاعب هوكي الجليد)
بريان ميلر (بالإنجليزية: Bryan Miller)‏ هو لاعب هوكي الجليد أمريكي، ولد في 17 فبراير 1983 في Wayne, New Jersey ‏ في الولايات المتحدة.

## وصلات خارجية
- بريان ميلر على موقع دوري الهوكي الوطني (الإنجليزية)
- بريان ميلر على موقع EliteProspects.com (الإنجليزية)
- بريان ميلر على موقع HockeyDB.com (الإنجليزية)